# Aktieindex
Aktieindex är ett index för att mäta utvecklingen av ett utvalt antal aktier. Indexet mäts alltid i förhållande till en startdag.
Man talar ofta om att börsen stiger eller sjunker; vad man egentligen menar är att ett visst index stiger eller sjunker. Om ett index stiger, innebär det att det sammanlagda värdet av alla underliggande aktier har ökat. När man talar om Stockholmsbörsens utveckling pratar man oftast om OMXSPI som är en sammanvägning av samtliga aktier noterade på Stockholmsbörsen. OMXS30 är ett smalare index som bara omfattar de 30 mest omsatta aktierna.
Man brukar skilja mellan prisindex och avkastningsindex. Den förstnämnda indextypen reflekterar kursutvecklingen hos de underliggande aktierna, medan den sistnämnda även inkluderar aktiernas utdelning för att spegla den faktiska avkastning som investeraren erhåller. De flesta aktieindex är kapitalviktade, det vill säga ju större börsvärde ett företag har desto större vikt får det i index. Det finns även underliggande index inom vissa aktieindex, såsom listindex och branschindex.

## Kända aktieindex
Siffran efter förkortningen anger antalet underliggande aktier som ingår i indexet.

### Sverige
- AFGX Affärsvärldens generalindex
- OMXS
- OMXS30, 30

### Europa
- CAC 40 (Paris)
- DAX, 30 (Frankfurt)
- FTSE 100 (London)
- RTS (Moskva)

### Asien
- Nikkei (Tokyo)
- Hang Seng (Hongkong)
- KSE (Karachi)
- BSE Sensex, 30 (Bombay)

### Amerika
- Dow Jones Industrial Average, 30 (New York)
- Nasdaq Composite, Nasdaq (New York)
- Nasdaq-100, Nasdaq (New York)
- S&P 500, 500 (USA)
- Índice Bovespa, Bovespa (São Paulo)
- IPC (Mexiko)